# Луитгард фон Хенеберг
Луитгарт фон Хенеберг (на немски: Luitgard/Luitgardis von Henneberg; * 1210/ок. 1211, Хенеберг, Тюрингия; † 14 юни 1267) от Дом Хенеберг, е графиня от Графство Хенеберг и чрез женитба княгиня на Мекленбург-Гюстров (1234 – 1264).

## Произход
Тя е дъщеря на граф Попо VII фон Хенеберг († 1245), бургграф на Вюрцбург, и първата му съпруга Елизабет фон Вилдберг († 1220), дъщеря на Бертхолд фон Вилдберг († сл. 1187) и съпругата му фон Аухаузен. Баща ѝ Попо се жени втори път за Юта Клариция фон Тюрингия († 1235).

## Фамилия
Луитгарт фон Хенеберг се омъжва през 1229 г. за Йохан I фон Мекленбург-Гюстров (* ок. 1211; † 1 август 1264), най-големият син на княз Хайнрих Борвин II († 1226) и съпругата му Кристина от Швеция († 1248), дъщеря на крал Сверкер II от Швеция. Те имат седем деца:
- Хайнрих I († 1302), наричан „Пилигрим“, „Поклоник“, женен 1259 г. за Анастасия от Померания (* ок. 1245, † 15 март 1317)
- Албрехт I († 1265), сърегент от 1264/1265
- Елизабет († ок. 1280), омъжена ок. 1250 г. за граф Герхард I фон Холщайн-Итцехое (* 1232; † 1290)
- Николаус III († 1289/1290), каноник в Любек, сърегент от 1264 до 1289
- Попо († 1264 в свещен орден)
- Йохан II († 1299), сърегент от 1264 до 1299, женен за Рикарда фон Арнсберг († сл. 1304)
- Херман († 1273), каноник в катедралата Шверин 1265